# Brinkstraße 13, 20, 22, 24, 26, 28, 30, 32, 34, 36, 38; Rathausplatz 1, 3 (Bad Suderode)

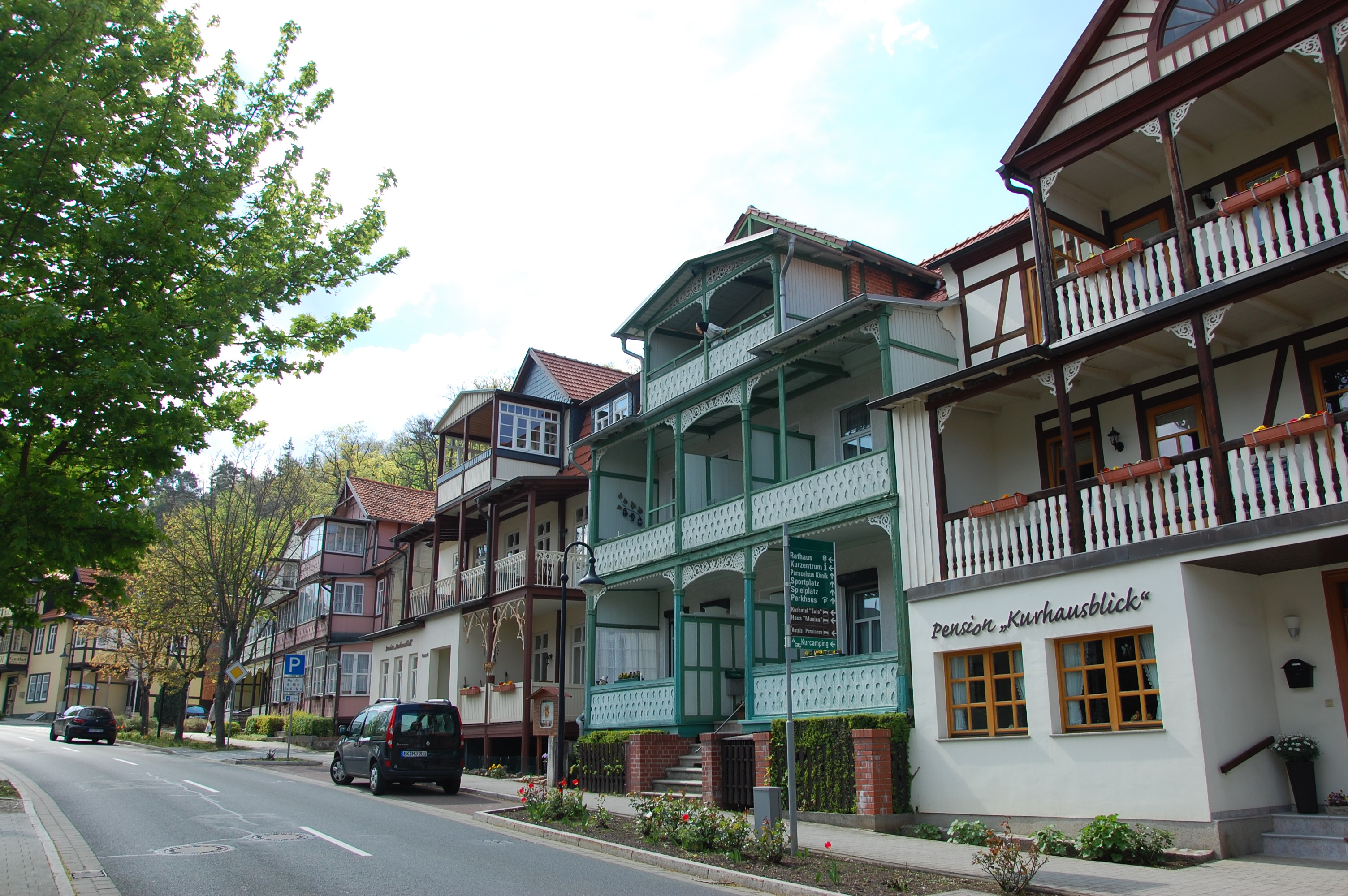
Brinkstraße

Brinkstraße 13, 20, 22, 24, 26, 28, 30, 32, 34, 36, 38; Rathausplatz 1, 3 ist die im örtlichen Denkmalverzeichnis eingetragene Bezeichnung für einen denkmalgeschützten Straßenzug im zur Stadt Quedlinburg in Sachsen-Anhalt gehörenden Ortsteil Bad Suderode.

## Lage
Er befindet sich im südlichen Teil des Ortskerns Bad Suderodes und führt in südlicher Verlängerung in den Harz. Nach Süden hin steigt die Straße an.

## Architektur und Geschichte
Der Straßenzug ist mit den für den Harz um das Jahr 1900 typischen Kurhäusern bebaut. Die Wohnhäuser selbst sind eher schlicht gehalten, verfügen jedoch über zum Teil aufwendig gestaltete Veranden und Balkone.
Zum Straßenzug gehören auch die darüber hinaus als Einzeldenkmal ausgewiesenen Häuser Brinkstraße 30 und 32.